# Takuma Tsuda
Takuma Tsuda (津田 琢磨 Tsuda Takuma?), född 4 oktober 1980 i Saitama prefektur, är en japansk fotbollsspelare.
Tsuda började sin karriär 2003 i Ventforet Kofu. 2008 flyttade han till Ehime FC. Han gick tillbaka till Ventforet Kofu 2008. 2018 flyttade han till Tochigi Uva FC. Han avslutade karriären 2018.